# Lé (distrito)
O distrito de Lé (em hindi: लेह ज़िला,; romaniz.: lēha zilā) é um dos dois distritos do Território da União do Ladaque, noroeste da Índia. Com 45 110 km² de área, é o maior distrito da Índia a seguir ao de Kutch, no Gujarate. Em 2011 tinha 133 487 habitantes (densidade: 3 hab./km²).
Com capital em Lé, o distrito ocupa a parte oriental do Ladaque e é limitado a oeste pelo distrito de Cargil, a sul pelo distrito de Lahul e Spiti (no estado do Himachal Pradexe), a leste pelo Tibete, a nordeste pelo Aksai Chin (ocupado pela China e reclamado pela Índia) e a norte pelo distrito de Ghanche, no Gilgit-Baltistão, administrado pelo Paquistão. Ainda a norte, a leste do glaciar de Siachen faz também fronteira com a região autónoma chinesa de Sinquião através do passo de Caracórum. Situa-se entre 32° e 36° de latitude e entre 75° e 80° leste de longitude.
Até 1979, todo o território do Ladaque sob administração indiana era administrado a partir de Lé. Nesse ano foram criados dois distritos separados, o de Lé e o de Cargil. Para essa divisão contribuíram os atritos entre as comunidades budistas (maioritárias em Lé) e muçulmanas (maioritárias em Cargil).

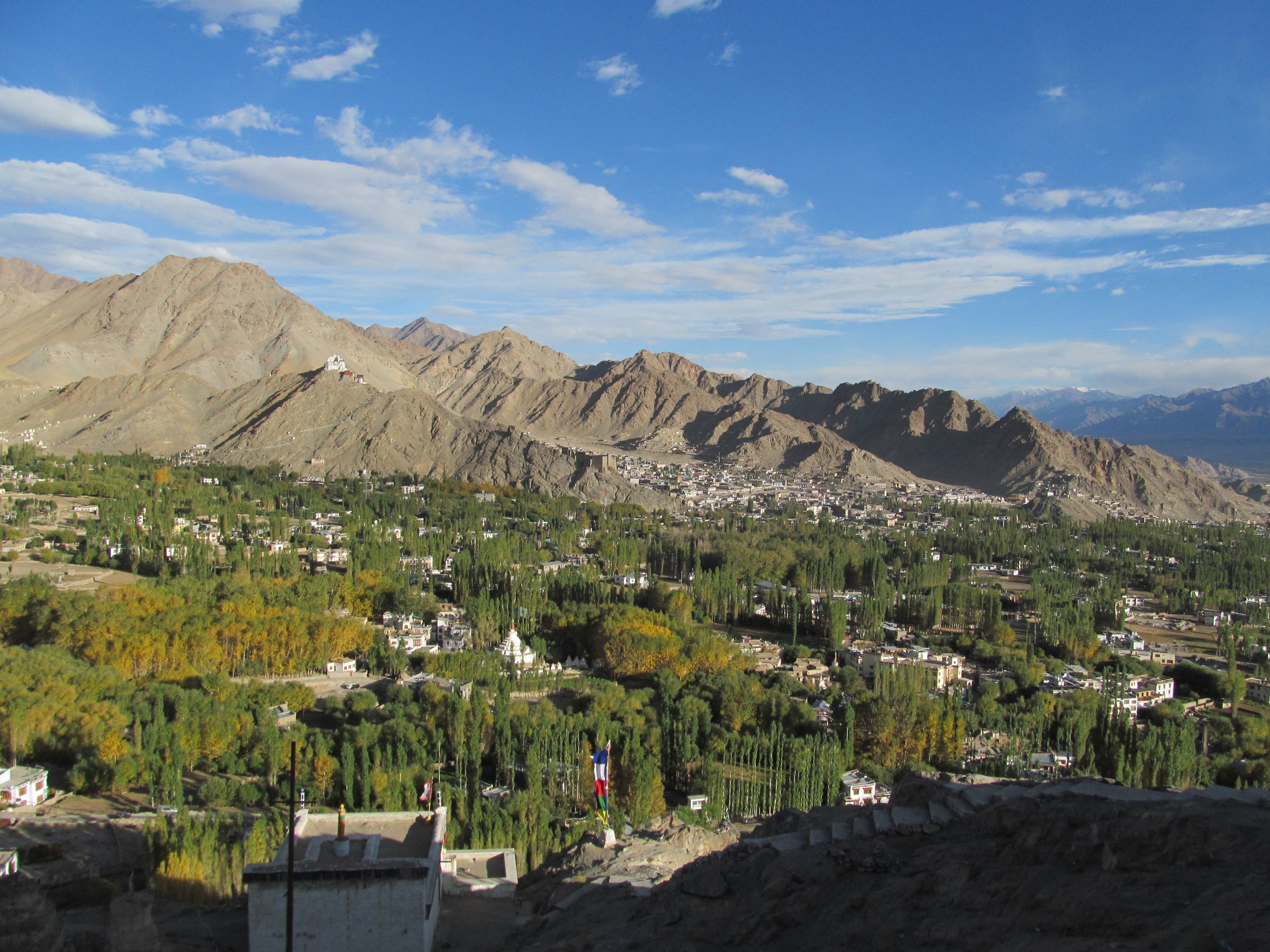
Cidade de Leh

## População e religião
Em 2011, 59,2% da população era do sexo masculino 40,8% do sexo feminino. Era o segundo distrito menos populoso de Jamu e Caxemira a seguir ao de Cargil, o outro distrito do Ladaque, e o 599.º em população (de um total de 640). A população cresceu 25,48% entre 2001 e 2011. A taxa de analfabetismo era, em 2011, de 19,52%. A maioria dos habitantes eram budistas (66,4%), seguidos por hindus (17,1%) e muçulmanos (14,3%).

## Administração
O distrito está dividido em 8 tehsils e 16 blocos. Tem 1113 aldeias e 93 panchayats. O distrito é administrado pelo Ladakh Autonomous Hill Development Council, Leh, uma espécie de governo regional instituído em 1995, com muito mais autonomia do que a generalidade dos distritos indianos, cujos membros são eleitos por sufrágio universal.